# 水球男子エジプト代表
水球男子エジプト代表は、エジプト水泳連盟により国際大会に派遣される男子水球のナショナルチームである。

## 主な国際大会成績
- オリンピック
  - 1900年 — 不参加
  - 1904年 — 不参加
  - 1908年 — 不参加
  - 1912年 — 不参加
  - 1920年 — 不参加
  - 1924年 — 不参加
  - 1928年 — 不参加
  - 1932年 — 不参加
  - 1936年 — 不参加
  - 1948年 — 7位
  - 1952年 — 2次ラウンド敗退
  - 1956年 — 不参加
  - 1960年 — 1次ラウンド敗退
  - 1964年 — 1次ラウンド敗退
  - 1968年 — 15位
  - 1972年 — 不参加
  - 1976年 — 不参加
  - 1980年 — 不参加
  - 1984年 — 不参加
  - 1988年 — 不参加
  - 1992年 — 不参加
  - 1996年 — 不参加
  - 2000年 — 不参加
  - 2004年 — 12位
  - 2008年 — 不参加